# Bengt Gabrielsson Oxenstierna
Bengt Gabrielsson Oxenstierna lub Benedict Oxenstjerna (ur. 1623 w parafii Esterna, w gminie Norrtälje; zm. 1702 w Sztokholmie) – szwedzki polityk i dyplomata.
W 1655 (potop szwedzki) był administratorem podbitych przez szwedzkie wojska ziem w Polsce; Kujaw i Mazowsza. Uczestnik kongresu pokojowego w Oliwie w 1660 roku. Oxenstierna był przedstawicielem Szwecji w wielu krajach Europy. Poświęcił życie zabezpieczeniu pokoju w Europie.
Ambasador w Rosji w roku 1673, gdzie towarzyszył mu Carl Piper. Był jednym ze szwedzkich wysłanników na kongres w Nijmegen (1676).
W latach 1674–1676 poseł w Wiedniu. Był przewodniczącym Szwedzkiej Rady Królewskiej od roku 1685 do 12 VII 1702.
Słynny kanclerz szwedzki Axel Oxenstierna był jego wujem, a syn Axela Gabriel Bengtsson Oxenstierna (1586-1656) kuzynem.